# Chrysiliou
Chrysiliou (in greco Χρυσηλιού?; in turco Yuvacık) è un piccolo villaggio di Cipro, a est di Morfou.  De iure si trova nel distretto di Nicosia della repubblica di Cipro, de facto, in quello di Güzelyurt della repubblica di Cipro del Nord.
Fino al 1974, il villaggio era abitato quasi esclusivamente da greco-ciprioti. 
Nel 2011 Chrysiliou aveva 214 abitanti.

## Geografia fisica
Esso é una piccola frazione nella zona di Morfou/Güzelyurt, situata a quattro chilometri a nord-est della città di Morfou.

## Origini del nome
Goodwin sostiene che il nome del villaggio significa "del sole dorato" (da "chrysos" e "ilios"). Nel 1975 i  turco-ciprioti hanno cambiato il nome in Yuvacık, che significa "piccola casa" o "piccolo nido".

## Società

### Evoluzione demografica
Fino al 1974, questa frazione era quasi esclusivamente abitata da greco-ciprioti. Nel censimento ottomano del 1831, i cristiani (greco-ciprioti) costituivano il 94% degli abitanti del villaggio. La minuscola presenza turco-cipriota terminò nel momento in cui i britannici occuparono l'isola. Durante il periodo britannico, la popolazione greco-cipriota del villaggio fluttuò costantemente. Il censimento del 1960 fissò la popolazione totale del villaggio a 69 persone.
Nell'agosto 1974, tutti i greco-ciprioti del villaggio fuggirono dall'esercito turco che avanzava verso l'altro lato del confine. Attualmente, come la maggior parte dei greco-ciprioti sfollati, i greco-ciprioti di Chrysiliou sono sparsi nel sud dell'isola, soprattutto nelle città. Il numero dei greco-ciprioti di Chrysiliou sfollati nel 1974 era di circa 70-80 (69 nel censimento del 1960).
Attualmente il villaggio è abitato principalmente da turco-ciprioti sfollati dal comune di  Katō Polemidia/Aşağı Binatlı nel distretto di Limassol. C'è anche un certo numero di cittadini turchi, la maggior parte dei quali sono membri delle famiglie del personale militare turco in servizio a Cipro. Il censimento turco-cipriota del 2006 ha fissato la popolazione del villaggio a 214 abitanti, ma, come detto sopra, solo la metà di questi sono abitanti permanenti.